# 鄭橋 (崇國公)
鄭橋（越南语：／，17世纪—1642年），越南黎中興朝第三代郑主鄭梉的长子，生母是正妃阮氏玉秀。
黎神宗德隆四年（1632年）二月，鄭橋由左捷軍營太傅崇郡公進封為欽差節制各處水步諸營、兼總內外、平章軍國重事、副掌國政、太尉、崇國公，開府爲雄威府。六月初五日，鄭橋隨同鄭梉，带领諸營奇乘船順流至靑池縣视察堤路護築。阳和五年（1639年）十二月，太尉崇國公鄭橋奉鄭梉之旨，申明嚴戒，執法擧行十二條。主要内容是詳職司、悅民心為本。阳和八年（1642年）九月，太尉崇國公鄭橋去世，朝廷贈上宰上相，賜謚雄度，追贈崇義公，後又追贈為崇義王。